# Kapten Svartskägg (film)
Kapten Svartskägg (eng: Blackbeard the Pirate) är en amerikansk äventyrsfilm i Technicolor från 1952 i regi av Raoul Walsh. Filmen är baserad på en berättelse av DeVallon Scott. I huvudrollerna ses Robert Newton, Linda Darnell och William Bendix.

## Rollista i urval
- Robert Newton - Edward Teach / Kapten Svartskägg
- Linda Darnell - Edwina Mansfield
- William Bendix - Ben Worley
- Keith Andes - Robert Maynard
- Torin Thatcher - Sir Henry Morgan
- Irene Ryan - Alvina, hovdam
- Alan Mowbray - Noll
- Richard Egan - Briggs
- Skelton Knaggs - Gilly
- Dick Wessel - Dutchman
- Anthony Caruso - Pierre La Garde
- Jack Lambert - Tom Whetstone
- Noel Drayton - Jeremy
- Pat Flaherty - Job Maggot